# Mika Lipponen
Mika Lipponen (født 9. maj 1964 i Kaarina, Finland) er en finsk tidligere fodboldspiller (angriber), der spillede 46 kampe og scorede 11 mål for Finlands landshold.
Lipponen spillede af to omgange for TPS i den hjemlige liga, og havde derudover ophold hos både RCD Mallorca i Spanien, FC Twente og BVO Emmen i Holland samt schweiziske FC Aarau.